# النظرية الوظيفية (علاقات دولية)
النظرية الوظيفية هي نظرية في العلاقات الدولية ظهرت خلال فترة ما بين الحربين بشكل أساسي من القلق الشديد حول تقادم الدولة بوصفه شكلًا من أشكال التنظيم الاجتماعي. بدلًا من تركيز الوظيفيين على المصلحة الذاتية للدول القومية -التي يراها الواقعيون عاملًا محفزًا- فإنهم يركزون على المصالح والاحتياجات المشتركة التي تتقاسمها الدول (وأيضًا جهات فاعلة غير حكومية) في عملية تكامل عالمي  ناجمة عن تآكل سيادة الدولة وزيادة حجم المعرفة وبالتالي معرفة الخبراء والعلماء في عملية صنع السياسات (روزماند، 2000). يمكن تتبع جذورها إلى التقاليد الليبرالية/ المثالية التي بدأت مع كانط وامتدت إلى خطاب وودرو ويلسون «المبادئ الأربعة عشر» (روزماند، 2000).
الوظيفية هي إحدى النظريات الرائدة في نظرية واستراتيجية العولمة. بنت الدول هياكل السلطة على مبدأ الإقليمية. بُنيت نظريات الدولة على افتراضات حددت نطاق السلطة من خلال الإقليم (هيلد 1996، سكولت: 1993، 2000، 2001)، مدعومة بالإقليمية الممنهجة (سكولت 1993). اقترحت النظرية الوظيفية بناء صيغة للسلطة ترتكز على الأعمال والاحتياجات، إذ ربطت السلطة بالاحتياجات والمعرفة العلمية والخبرة والتكنولوجيا، بعبارة أخرى فإنها وفرت مفهومًا إقليميًا للسلطة. يستبعد النهج الوظيفي ويدحض فكرة سلطة الدولة والتأثير السياسي (كنهج واقعي) في تفسيره لسبب انتشار المنظمات الدولية خلال فترة ما بين الحربين (التي كانت تتميز بصراع الدول القومية) وخلال السنوات اللاحقة.
وفقًا للنظرية الوظيفية، يطور التكامل الدولي -الإدارة الجماعية و«الاعتماد المتبادل المادي» بين الدول (ميتراني، 1933:101)- ديناميكيته الداخلية الخاصة إذ تتكامل الدول في مجالات محدودة وظيفية وتقنية، و/ أو اقتصادية. قد تحقق الوكالات الدولية الاحتياجات الإنسانية، مدعومة بالمعرفة والخبرة. تجذب الفوائد التي تقدمها الوكالات الوظيفية ولاء السكان وتحفز مشاركتهم وتوسع مجال التكامل. هناك افتراضات قوية تدعم النظرية الوظيفية: 1) أن عملية التكامل تجري في إطار حرية الإنسان، 2) أن المعرفة والخبرة متوفرة حاليًا لتلبية الاحتياجات التي أُنشئت من أجلها الوكالات الوظيفية. 3) لن تخرب الدول العملية.

## النظرية الوظيفية الجديدة
أعادت نظرية الوظيفية الجديدة تعريف الإقليمية في النظرية الوظيفية وقللت من شأن بُعدها العالمي. الوظيفية الجديدة هي نظرية واستراتيجية للتكامل الإقليمي في الوقت نفسه، مبنية على أعمال ديفيد ميتارني. ركز الوظيفيون الجدد اهتمامهم فقط على عملية التكامل المباشرة بين الدول، بعبارة أخرى: التكامل الإقليمي. في البداية تتكامل الدول في مجالات اقتصادية ووظيفية محدودة. بعد ذلك، تمر الدول المتكاملة جزئيًا بزخم متزايد من أجل جولات تكامل أكثر في المجالات ذات الصلة. أُطلق على هذه «اليد الخفية» لظاهرة التكامل مصطلح «الامتداد» من قبل المدرسة الوظيفية الجديدة.
توضح ذلك جيدًا من خلال دراسة القتل الرحيم. على الرغم من أنه يمكن مقاومة التكامل، فإنه يصعب إيقاف امتداد التكامل مع تقدمه.
يوجد نوعان للامتداد وفقًا للوظيفيين الجدد: الوظيفي والسياسي. الامتداد الوظيفي هو الترابط الداخلي بين القطاعات الاقتصادية المتنوعة أو مجالات القضايا، والتكامل في مجال واحد من مجالات السياسة يمتد إلى المجالات الأخرى. الامتداد السياسي هو إنشاء نماذج حوكمة فوق وطنية، واسعة النطاق مثل الاتحاد الأوروبي أو تطوعية مثل الأمم المتحدة.
كان أحد ممثليها إيرنست بي.هاس، وهو عالم سياسي أمريكي. يقال إن مقاربة جين مونيت إلى التكامل الأوروبي -والتي كانت تهدف إلى تكامل القطاعات المستقلة على أمل تحقيق تأثيرات الامتداد لتعزيز عملية التكامل- اتبعت نهج المدرسة الوظيفية الجديدة. على عكس النظريات السابقة في التكامل، أعلنت النظرية الوظيفية الجديدة أنها غير معيارية وحاولت وصف وتوضيح عملية التكامل الإقليمي الي تستند إلى البيانات التجريبية. كان يُنظر للتكامل باعتباره عملية حتمية، وليس باعتباره حالة مرغوبة للشؤون يمكن أن تقدمها النخبة السياسية أو التكنوقراطية لمجتمعات الدول المعنية. مع ذلك كانت نقاط قوتها هي نقاط ضعفها أيضًا: على الرغم من توضيحها لفكرة أن التكامل الإقليمي لا يكون مجديًا إلا عندما يكون عملية تدريجية، فقد جعل مفهومها للتكامل بوصفه عملية خطية تفسير العوائق أمرًا مستحيلًا.

## مقارنة الوظيفية بالواقعية
يقارن جون ماكورميك المبادئ الأساسية للوظيفية مع الواقعية (التعليقات المضافة تشرح الفروقات المفتاحية).
|                                         | الواقعية                                            | الوظيفية                                                                                       | ملاحظات                                                                |
| أهداف الجهات الفاعلة المهيمنة (الغالبة) | الأمن العسكري                                       | الرخاء والسلام                                                                                 | الأمن من خلال: القوة مقابل التعاون                                     |
| أدوات سياسة الدولة                      | القوة العسكرية والأدوات الاقتصادية                  | الوصايا السياسية والأدوات الاقتصادية                                                           | سياسة الدولة في الفرض مقابل سياستها في التفاوض                         |
| القوى المسؤولة عن تشكيل مخطط العمل      | التحولات المحتملة في توازن القوى والتهديدات الأمنية | التركيز الأولي على السياسات المنخفضة، مثل القضايا الاقتصادية والاجتماعية                       | مخطط العمل المطلوب: المحافظة على الموقف مقابل الوصول إلى اتفاق بالآراء |
| دور المنظمات الدولية                    | ثانوي، محدود بسلطة الدولة وأهمية القوة العسكرية     | أساسي، حديث، تصيغ المنظمات الدولية الفعالة السياسة العامة وتصبح مسؤولة بشكل تزايدي عن تنفيذها. | التدخل الدولي: تدخل أقل ما يمكن (أصغري) مقابل تدخل أساسي.              |